# Bartolomé Gabarró y Borrás
Bartolomé Gabarró y Borrás, periodista, pedagogo y escritor anticlerical español.

## Biografía
Fue un escolapio que colgó los hábitos, se apuntó a la logia Avant y participó en campañas anticlericales con dos periódicos en Barcelona: fue director de la La Tronada Anticlerical (1881) y El 1º de Mayo, este último anarquista. Más técnico fue Eco de la Enseñanza Laica (1881-82), que, editado en Barcelona primero, en 1891 se imprimió en Sabadell con otro título, Boletín de Enseñanza Laica en España. Fue miembro fundador y Presidente de la Directiva de la Unión Española de la Liga Anticlerical de Librepensadores (Barcelona, 1882) y participó en la creación de las escuelas laicas en Cataluña, dando un grandísimo impulso a estas instituciones educativas en esa región. Fue miembro de la Unión de Librepensadores. Estuvo relacionado con el grupo de librepensadores La Paz. Tuvo algunos enfrentamientos con Ernesto Bark y otros escritores, tanto ultramontanos como librepensadores. Escribió La Milicia Negra (Barcelona, 1883), Las ciencias Laicas o la piqueta y el compás (Barcelona: Librería Laica-Anticlerical, 1884) entre otras obras, folletos virulentamente anticlericales y diversos libros de texto laicos. Pronto se convierte en director de la Confederación Española de la Enseñanza Laica y llega a patrocinar y controlar, según él mismo, en 1883, nada menos que treinta y ocho centros escolares laicos, la mayoría en Cataluña, aunque también los había en Valdepeñas, Sevilla, Cádiz y Almería. En 1889, y en el Congreso Universal de Librepensadores de París, afirmaba que ya controlaba unas 200. Su anticlericalismo fue antitolerante y vulgar, hasta el punto de que fue marginado también por los mismos anticlericales y masones. Fundó una especie de filosofía llamada pantotropismo o pandotropismo, cuyo lema era "todo para la humanidad". Fue el primero en escribir libros de texto para las escuelas laicas. Una crisis espiritual tras la muerte de un hijo le hizo volver al convento rompiendo definitivamente con su vida de seglar. Según Ossorio y Bernard, Gabarró habría hecho «solemne retractación de sus errores» en Roma en 1897.

## Obras
- Las ciencias Laicas o la piqueta y el compás. Barcelona: Librería Laica Anticlerical, 1884.
- Historia Laica de España. Librería Laica Anticlerical, B, s/f  PP.71
- Geografía Universal. Librería Laica Anticlerical, B, s/f, PP.71
- Aritmética. Biblioteca de la enseñanza Laica, B, s/f, PP.61 (Vol,6.º)
- Geometría. Librería Laica Anticlerical, B, 1886, PP.339
- Urbanidad. Imprenta Redondo, B, 1884, PP.312 (Vol,4.º)
- Geometría. Tipografía La Academia de Evaristo Ullastre, B, 1881, PP.29 (Vol 10.º)
- La Milicia Negra (Barcelona, 1883)
- Pillerías clericales o excesiva multiplicación de los cuerpos de los santos
- Los perros del Señor
- Las bodas del cura, y el oficial carlista Gabarró, 1885.
- El Syllabus Y El Estado, ó Conspiración de la Iglesia Contra El Estado Y Pueblo, 1883.
- Gramática pentáglota para aprender el castellano, catalán, italiano, francés..., 1886[2]
- La vida civil y la Ley Civil: Para que el librepensador pueda aconsejarse y regirse solo, Imp. Universal, 1887